# アラステア・マーティン
アラステア・マーティン（Alastair Martin、1915年3月11日 – 2010年1月12日）は、アメリカ・ニューヨーク出身の男子テニス選手。1933年から1971年にかけて国内でシングルスとダブルス合計18ものタイトルを獲得した。1973年に国際テニス殿堂入り。
2010年1月12日、老衰により96歳で死去。